# Психологическо ценообразуване
За други видове ценообразуване виж ценообразуване.
Психологическо ценообразуване (ценообразуване в края на цената, привлекателни цени) е ценова / маркетингова стратегия, прилагана и приложима основно в САЩ, където заради обществото на презадоволяването и благосъстоянието купуващите най-вероятно винаги закръглят в края на цените, тъй като всъщност разполагат с достатъчно пари в наличност (по-рядко в кеш, по-често в кредитна/и карта/и, която освен съдържаща значителна като сума заплата, от 5 до 20 пъти по-голяма от стандартна българска, има и в допълнение възможност за ползване на картова кредитна сума), при това, тъй като за такъв тип купувач цената има относително значение, той не калкулира с точност до стотинка, нито с точност до последната цифра от цената, напр. 48 за него е просто 40, същата цена обаче за някой с не чак толкова добро благосъстояние, макар и с финансови възможности е вероятно по-скоро 45 или дори 50, докато за онези, които са по професия счетоводители или с много ограничени възможности, тоест бедните тази цена е точно и винаги 48.
Според хумуристът Бил Брайсън цени от типа 0,99 лв. са се наложили като практика в САЩ не само заради психологически ефект върху купувачите (които в САЩ използват кредитни карти и не оперират с кеш или стотинки), а по-скоро, за да бъде наложително връщането на ресто чрез използване на касовия апарат, а с това и регистрирането на продажбата.